# 子貴母死
子貴母死指北魏时生下被立為皇儲的皇子的女性，不論地位，一律賜死的后宫制度。此制度原本是為了以避免及防止皇帝生母任用外戚專權，但後來卻被未有生子的后妃利用來消除潛在勢力，藉以控制儲君，待儲君登位後自以皇太后身份專權之用。子貴母死制度至北魏宣武帝時被廢除，但得益的胡太后卻以皇帝生母擅權，將北魏政權迎向終結。

## 起源
据《汉书》载，汉昭帝劉弗陵生母趙婕妤是因受汉武帝责备而忧郁病死。但是有种广泛流传的传说，认为武帝临死前，因为巫蛊之乱后（太子劉據因受牽連而自殺），储君之位空缺，武帝喜愛晚年所得之幼子刘弗陵，欲立其为太子，但是为了防止漢初“子幼母壮”、外戚专权的事情再次发生，他借故处死了趙婕妤。趙婕妤被譴責時，驚懼地脫下滿頭的金釵玉簪叩頭，武帝無情說道：「拉她走，送去掖庭獄！」趙婕妤一邊被人拉走一邊回頭看武帝，武帝只是冷冷地說：「快走吧！妳不能再活下去！」夫人死於雲陽宮。
北魏明元帝拓跋嗣獲立為繼承人之時，其父道武帝拓跋珪就賜死了拓跋嗣生母劉貴人，並向拓跋嗣明言這正殷鑑於漢武帝殺趙婕妤以防外戚干政之事。《魏書·皇后列傳》中著者魏收所寫的史論中亦言北魏子貴母死制度是遠追漢武帝事。

## 背景
《魏書》雖有言子貴母死源於漢武帝典故，但同時亦有聲稱此為魏「故事」之言。然而在包括北魏前身的拓跋鮮卑部落及代國之現有史籍記載中，道武帝殺劉貴人以前實未見有實行子貴母死的前例。但史載拓跋鮮卑早期乃至拓跋珪登位之際皆有出現外戚或妻族部落干預拓跋部之事。

### 拓跋力微
拓跋力微早年因內亂而去依靠沒鹿回部大人竇賓，得到其協助下重建實力，並娶了竇賓女兒為妻，即北魏後來追封之神元皇后。竇賓死後，拓跋力微將竇氏殺死，亦消滅了威脅其勢力的竇賓兩名兒子，吞併了沒鹿回部。

### 拓跋沙漠汗
拓跋沙漠汗為拓跋力微子，並以太子身份送到曹魏都城洛陽為質子，至西晉建立後才得歸國。雖然拓跋沙漠汗因衞瓘挑唆拓跋鮮卑內諸大人而遇害，一生從未登位，但他與其次妃蘭氏所生的拓跋弗在兩個弟弟拓跋悉鹿及拓跋綽後曾領導拓跋鮮卑，他與妻封氏所生的拓跋猗㐌及拓跋猗盧亦在拓跋弗死後，與沙漠汗弟拓跋祿官三分拓跋部，三子皆曾領導拓跋鮮卑，並在北魏建立後獲追認為帝。封氏（是賁氏）及蘭氏（烏洛蘭氏）皆出自鮮卑部落，其勢力被認為對三子登位有所助力。

### 拓跋猗㐌及拓跋鬱律
隨著拓跋猗㐌及拓跋祿官先後去世，拓跋猗盧成為再統一的拓跋鮮卑的領袖。因著拓跋猗盧協助西晉官員討伐劉淵等勢力，先後獲封代公及代王，即為代國之始。不過，建興四年（316年），拓跋猗盧因欲立幼子拓跋比延而進攻不服的長子拓跋六脩，反為其所害，兄拓跋猗㐌之子拓跋普根殺六脩並繼代王位，其時代國卻大亂，衞雄及姬澹也帶著漢及烏桓人共三萬家及大量牲畜轉投晉并州刺史劉琨。沒多久普根就死了，拓跋猗㐌的妻子、普根生母祁氏就立了普根之子繼代王，但同年冬季普根之子也死了。
隨後代王之位落入了蘭氏之孫拓跋鬱律手上，但拓跋鬱律在位五年，至太興四年（321年）就因祈氏忌憚其得人心會影響其諸子之位而遇害，祈氏同時也殺了數十個諸部大人，鬱律次子拓跋什翼犍仍為嬰兒，在鬱律妻平文皇后王氏保護下倖免於難。祈氏之子拓跋賀傉繼位，國政由祈氏主理，被稱為女國。太寧三年（325年），賀傉去世，祈氏另一子拓跋紇那繼位，咸和二年（327年）時就向保護著拓跋鬱律長子拓跋翳槐之賀蘭部索取翳槐，賀蘭部作為翳槐舅族，大人藹頭拒絕從命，紇那就聯同宇文部進攻賀蘭部，卻不能取勝。咸和四年（329年），翳槐在賀蘭部及諸大人支持下自登代王位，紇那被逼出奔宇文部。咸康元年（335年），翳槐以作為外戚的藹頭不恭順，將其殺害，卻導致各部離叛，在宇文部的紇那遂乘勢起兵，翳槐被逼出奔後趙。咸康三年（337年），後趙協助翳槐復位，紇那被逼出奔前燕。翌年（338年），翳槐去世，遺命以在後趙為質子的拓跋什翼犍繼位，當時諸大人都認為什翼犍難以回來，將奸狡的翳槐弟拓跋屈殺死，推舉其另一弟拓跋孤繼位。拓跋孤堅拒並自往後趙請代什翼犍為質，並在王氏出力協助下，什翼犍終成功登上代王之位。
以上出現了祈氏以外戚身份支持自己所生的三名兒子都先後登上代王之位，又殺害了非出自己系的代王拓跋鬱律，甚至直接主掌代國政事。後來拓拔鬱槐憑亦藉母族賀蘭部力量奪取王位，又因試圖削弱賀蘭部而失位。鬱槐藉後趙重奪王位後，王氏卻在發揮影響力，終令代王位成功傳予王氏所生的什翼犍。

### 拓跋珪復代國前後
道武帝拓跋珪為拓跋什翼犍孫，代國亡於前秦後，拓跋珪與一些原代國大人及生母賀氏寄居於獨孤部，至前秦版圖在淝水之戰後崩潰，獨孤部劉顯對拓跋珪有所圖謀，遂逼使拓跋珪及諸大人奔赴母族賀蘭部，並籍賀蘭部實力在牛川會盟，復建代國。拓跋珪即位後遭受獨狐部支持的叔父拓跋窟咄挑戰其地位，但憑藉賀蘭部提供的庇護，請得後燕援軍擊潰窟咄。但在其後拓跋珪意圖平伏高車諸部之時，舉動威脅到賀蘭部利益，令本身對拓跋珪態度相異的賀訥及賀染干兄弟合力出兵與道武對抗，拓跋珪藉後燕的支援擊敗賀蘭等諸部；及至北魏奪取了後燕所領的華北地區後，拓跋珪更宣布「離散諸部」，進一步瓦解包括賀蘭部等勢力，作為賀蘭部大人的賀訥終身再無部屬統領。
故拓跋珪建儲之時考慮到拓跋鮮卑之前事，索引漢代鈎弋夫人之先例，創制了子貴母死的制度。

## 北魏實行情況
子貴母死制度阻止了儲君生母藉外戚勢力干預皇權，卻令儲君失去生母撫育，故由乳母或其他未有生育的後宮后妃代為撫養，後遂以保太后或皇太后之姿獲得尊崇。文明皇后馮氏更利用此制度將儲君掌握在自己手中，以達擅權目的。

### 道武帝作例
明元帝拓跋嗣為道武帝與劉貴人所生，劉貴人是獨狐部大人劉眷的女兒，她因未能成功手鑄金人而沒有獲立為皇后，皇后則由成功鑄金人的慕容氏當上。道武帝在天賜六年（409年）打算立時為齊王的拓跋嗣為太子，遂賜死了劉貴人，並向拓跋嗣以趙捷妤解釋。拓跋嗣既傷心又恐懼晚年喜怒無常的道武帝，遂出奔山中，直至不久後弟弟清河王拓跋紹弒道武帝才回宮討伐，並在消滅拓跋紹後登位。登位後就追封劉貴人為皇后。
清河王拓跋紹為著救生母賀氏而起事作逆，但道武帝打算殺賀氏之舉也可能是一場未完成的子貴母死事例。拓跋嗣出逃山中不返，而賀氏當時突然遭道武帝譴責，更被幽禁在宮中，打算殺害，只因入黑而懸而未決。賀氏抓緊時間密報拓跋紹求救，遂有拓跋紹弒父之舉。賀氏突然面臨譴責賜死，有歷史學者認為是道武帝打算立拓跋紹而殺掉出身賀蘭部、更是母親獻明皇后妹妹的賀氏。

### 太武帝朝事
太武帝拓跋燾母親明元密皇后杜氏是漢人，拓跋嗣未登位時就已嫁給他並在天賜五年（408年）生下拓跋燾，並在其登位後獲立為貴嬪，終在泰常五年（420年）去世並獲諡。但史載拓跋燾與生母未有共處，且拓跋嗣派命了竇氏撫育拓跋燾，致令拓跋燾登位後感竇氏恩德而尊其為「保太后」，後更改尊為皇太后；甚至杜氏兄杜超入宮也無法與妹妹接觸。南朝編纂的《南齊書》更明言杜氏遭拓跋嗣所殺。以拓跋燾在泰常七年獲封泰平王並在不久以後先後監國及總攝百揆，一年後便即位，杜氏相信亦因子貴母死緣固而死。

### 文成帝朝事
太武帝被杀后，其子南安王拓跋余、孙文成帝拓跋濬先后在未被立储的情况下登基。拓跋余登基后尊嫡母赫连皇后为皇太后，史书没有记载拓跋余的母亲闾左昭仪当时是否在世。文成帝登基时其母郁久闾氏尚在，但不久去世，追封为皇后。李凭《北魏文成帝初年的三后之争》认为拓跋濬登基後，曾存在嫡祖母赫连太皇太后、生母闾氏和保母常氏的三后之争，最终在生前就成为在位皇帝的生母的闾氏仍不免成为“子贵母死”制度的牺牲品，亦为北魏一朝的唯一。
獻文帝拓跋弘是文成帝拓跋濬與文成元皇后李氏所生。李氏生拓跋弘後獲封貴人，但在拓跋弘在太安二年（456年）獲立為太子的同年，李氏因皇太后常氏的命令而被賜死。

### 文明馮太后專政
文明皇后馮氏是文成帝拓跋濬所立的皇后，拓跋濬死後，以十二歲之齡繼位的獻文帝拓跋弘尊馮氏為皇太后。馮氏在新君即位翌年（466年）便聯合拓跋丕等大臣誅殺了專政的丞相乙渾，消滅其勢力並臨朝聽政。再次年（467年），拓跋弘長子，即後來的孝文帝拓跋宏出生，並自己親自撫養。拓跋宏在皇興三年（469年）獲立為太子，而馮氏則依子貴母死制度賜死了太子生母李夫人；後來馮氏再以南叛誣陷李夫人父親李惠，將他本人、兩弟及兒子盡皆處死，抄沒家財。兩件事件的發生皆令當時人感痛惜冤屈，但卻鞏固了馮氏的地位。
馮氏撫養太子後宣布「不聽政事」，但仍然維持其朝中勢力；而隨著獻文帝拓跋弘的長大，與馮氏的磨擦增多，馮氏終將之毒殺。因父禪讓而已嗣位的孝文帝拓跋宏在承明元年（476年）父親死後即尊馮氏為太皇太后，而馮氏亦恢復臨朝聽政，完全掌握北魏朝權。太和七年（483年），拓跋宏長子拓跋恂出生，雖然拓跋恂在十年後才獲立為太子，但馮氏還是在拓跋恂出生後以子貴母死制度賜死了拓跋恂生母林氏。拓跋宏這時明確表示不願意再執行子貴母死這項制度，但為馮氏所拒絕，拓跋宏只好追諡林氏為貞皇后； 拓跋恂則一如父親當年，由馮氏撫養長大。

### 孝文帝親政後事
太和十四年（490年），太皇太后馮氏去世。她生前為保持其家族在朝中的地位，早就進哥哥馮熙的兩個女兒進宮，其中一個早年去世，另一个即孝文幽皇后。幽皇后及後因病還家為尼，卻因孝文帝對其念念不忘而得以在病後還宮。幽皇后隨後展露其野心，她不但憑藉皇帝對她的寵愛成功從妹妹孝文廢皇后手中奪得后位，高照容於太和二十年（496年）暴薨，即有傳言認為是馮昭儀所為。也在高照容暴死這一年，太子元恂（拓跋恂）因密謀北奔平城而被廢黜，幽皇后亦據傳有屢次進讒言中傷元恂之事。太和二十一年（497年）春，元恪獲立為太子，幽皇后亦在同年秋季封后，元恪亦對幽皇后關係密切。幽皇后此舉正如姑姑文明皇后一般，藉儲君之母去世撫養儲君，後欲在儲君登位後擅權。不過孝文帝在太和二十三年（499年）去世前下令賜死了被揭發行淫亂及咒詛之事的幽皇后。

### 廢除
元恪即位，即宣武帝，最初獲立為皇后的宣武順皇后于氏生下了皇子元昌，但元昌三歲時就死了，沒多久皇后也暴死，雖然內情不詳，但當時人卻將矛頭指向性妒的貴人高英。高英本來也生下孩子，但早早夭折，後也只生下建德公主一女，獲立為皇后後常阻止後宮女子獲得皇帝寵召；而後宮女子當時也因怕死而常常希望不是自己生下太子，唯獨胡氏不怕，最終生下後來的孝明帝元詡。胡氏在產子後進為充華，皇帝眼見皇子屢次夭折，特別命人精挑細選乳母，並居於別處，禁止后妃們與之接觸。最後至元恪去世，也就只有元詡一個子嗣。但元詡在建昌元年（512年）立為皇太子後，胡充華卻一直沒被賜死，建昌四年（515年）實歲僅五歲的元詡即位，胡氏後獲封皇太妃，不久皇太后高英被逐為尼後，胡氏即正位皇太后，並開始其專擅朝政的時代。